# Ludwig Rex
Ludwig Rex, né le 1er janvier 1888 à Berlin et mort le 29 septembre 1979  à Londres, est un acteur allemand.

## Filmographie partielle
- 1917 : Totenkopfreiter d'Otto Lins-Morstadt
- 1920 : Le Cabinet du docteur Caligari de Robert Wiene
- 1920 : Die Tänzerin Barberina de Carl Boese
- 1920 : Der Schädel der Pharaonentochter d'Otz Tollen
- 1920 : Die Sklavenhalter von Kansas-City de Wolfgang Neff
- 1922 : Othello de Dimitri Buchowetzki
- 1923 : Inge Larsen de Hans Steinhoff
- 1923 : Der Mensch am Wege de William Dieterle